# Viverroidea
Los viverroideos (Viverroidea) son un Parvorden de mamíferos carnívoros. Tienen el cuerpo alargado y se parecen a los mustélidos, aunque son feliformes. Su cuerpo varía entre 0,3 y 80 kg, son ágiles y pequeños (excepto las hienas) aunque son en general más grandes que los mustélidos; sus cuerpos pequeños les permiten escabullirse y atrapar a sus presas.

## Distribución
Su distribución incluye Eurasia, África y Madagascar.

## Clasificación
El infraorden Viverroidea consta de 4 familias y un superfamilia:
- Viverridae
- Herpestoidea
  - Herpestidae
  - Hyaenidae
  - Eupleridae

### Cladograma
El cladograma de Viverroidea:

|  | Herpestidae |
|  |             |
|  | Eupleridae  |
|  |             |

|  | †Lophocyonidae |
|  |                |
|  | †Percrocutidae |
|  |                |
|  | Hyaenidae      |
|  |                |

|  | Herpestidae |
|  |             |
|  | Eupleridae  |
|  |             |

|  | †Lophocyonidae |
|  |                |
|  | †Percrocutidae |
|  |                |
|  | Hyaenidae      |
|  |                |

|  | Herpestidae |
|  |             |
|  | Eupleridae  |
|  |             |

|  | †Lophocyonidae |
|  |                |
|  | †Percrocutidae |
|  |                |
|  | Hyaenidae      |
|  |                |

|  | Herpestidae |
|  |             |
|  | Eupleridae  |
|  |             |

|  | †Lophocyonidae |
|  |                |
|  | †Percrocutidae |
|  |                |
|  | Hyaenidae      |
|  |                |